# Sammetsbjörnbär
Sammetsbjörnbär (Rubus allegheniensis) är en rosväxtart som beskrevs av Thomas Conrad Porter. Sammetsbjörnbär ingår i släktet rubusar, och familjen rosväxter. Utöver nominatformen finns också underarten R. a. gravesii.

## Bildgalleri

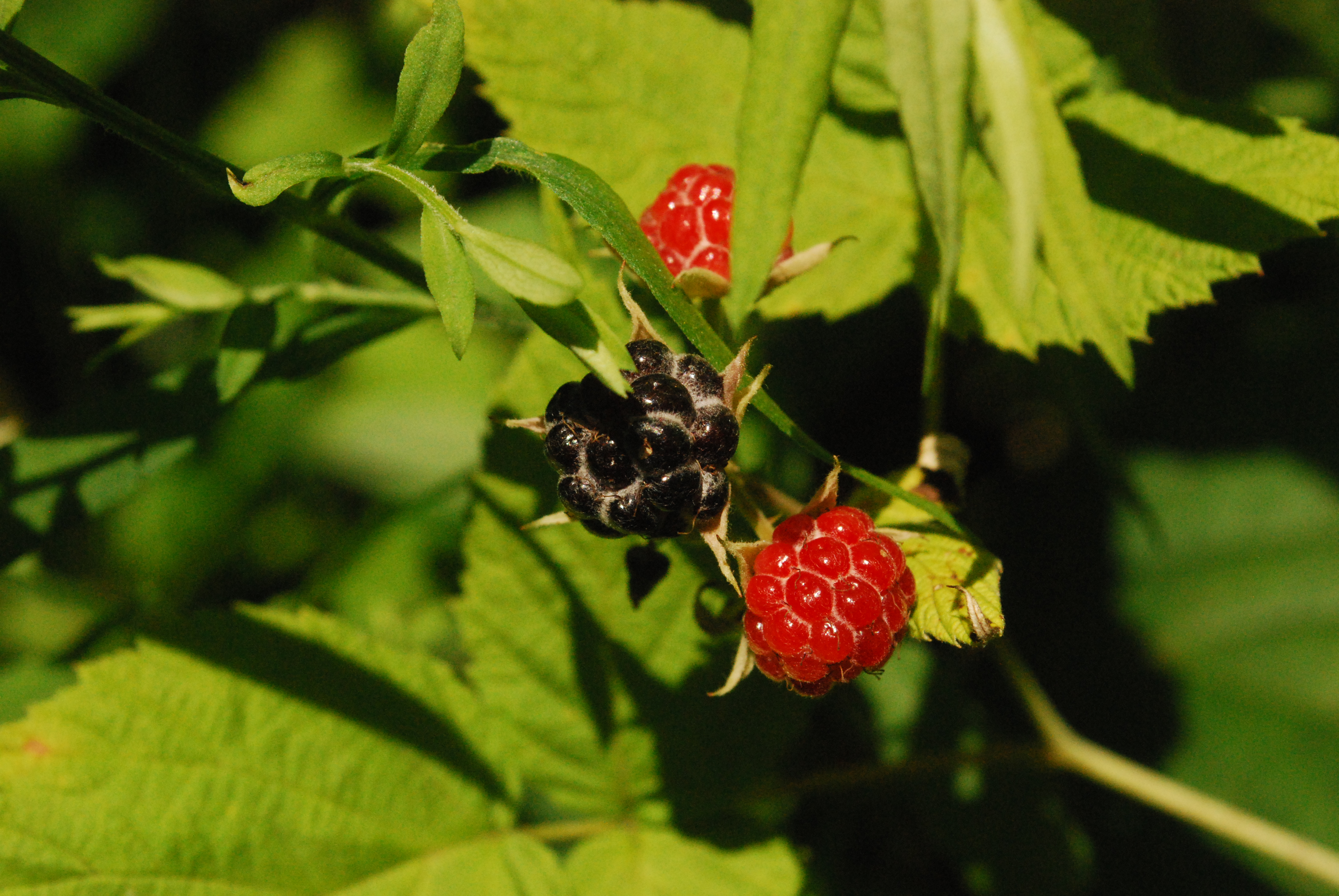
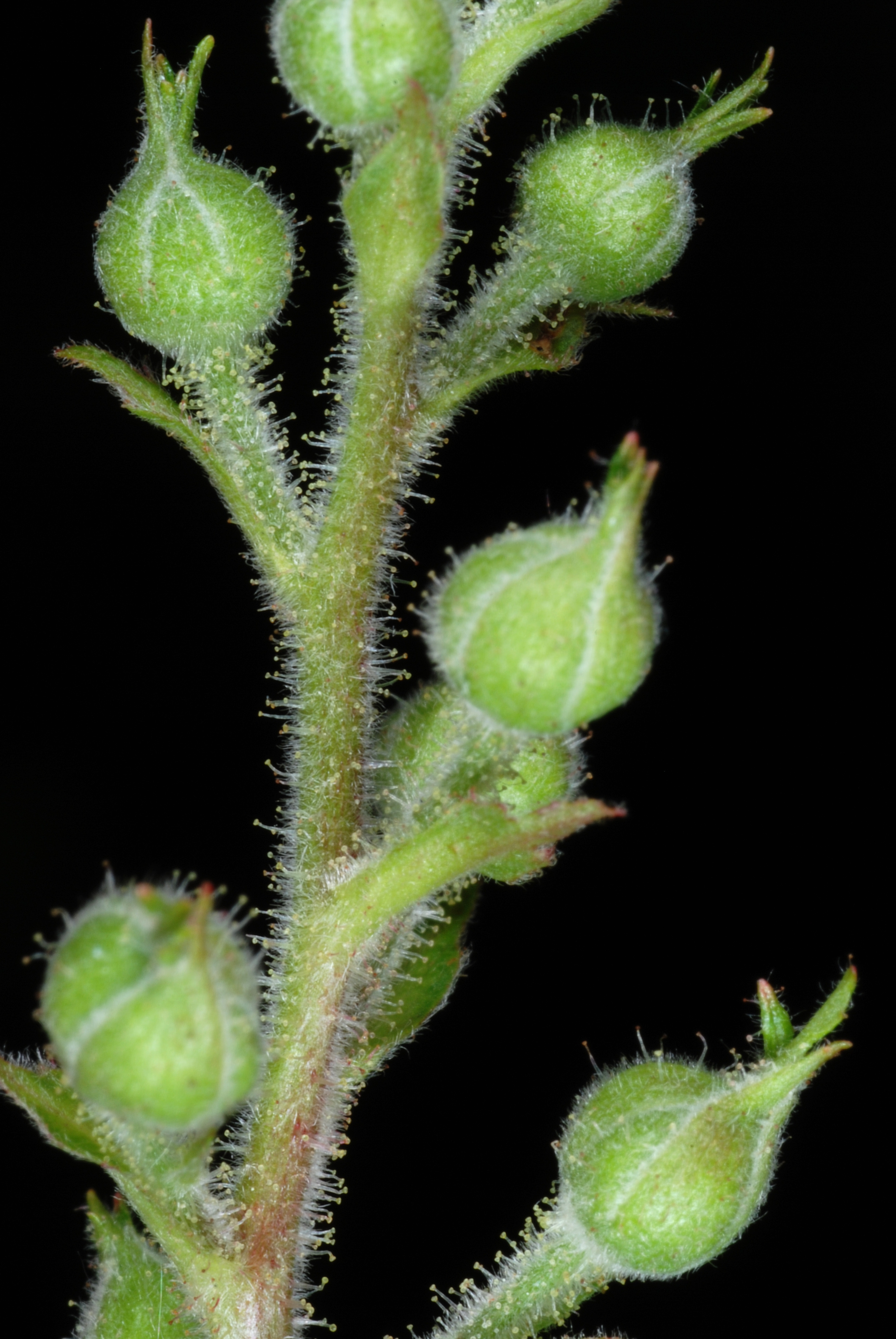
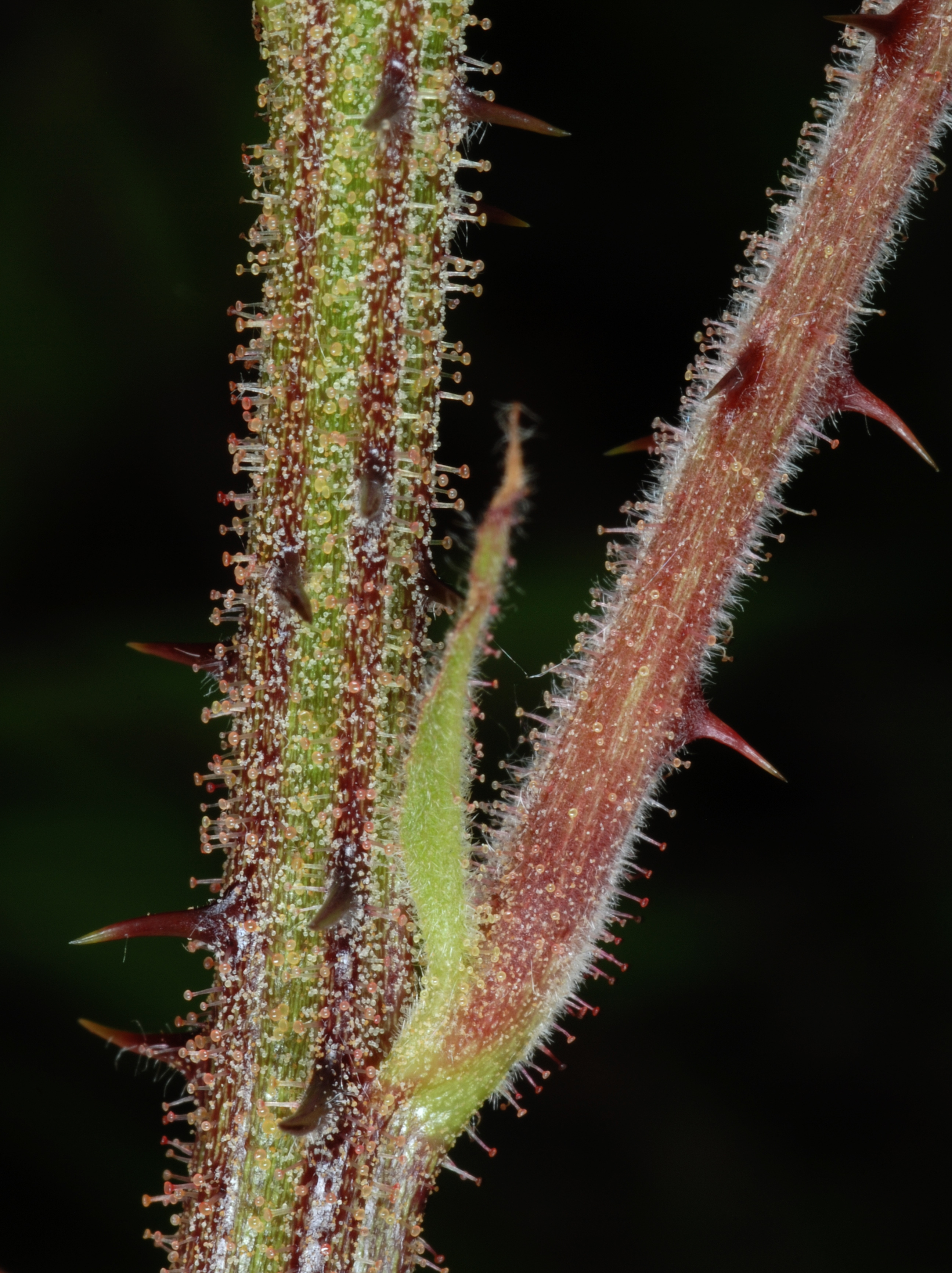
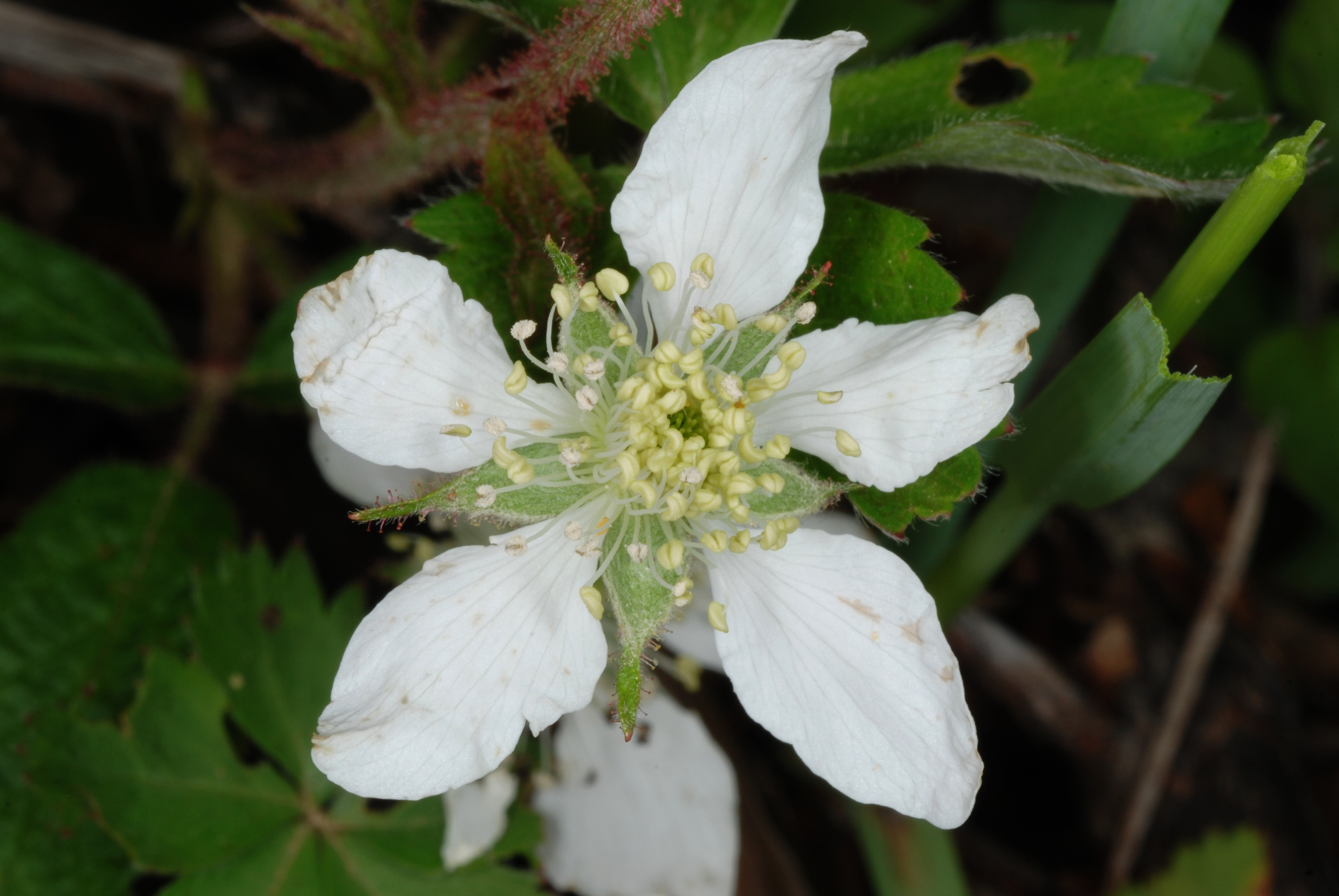
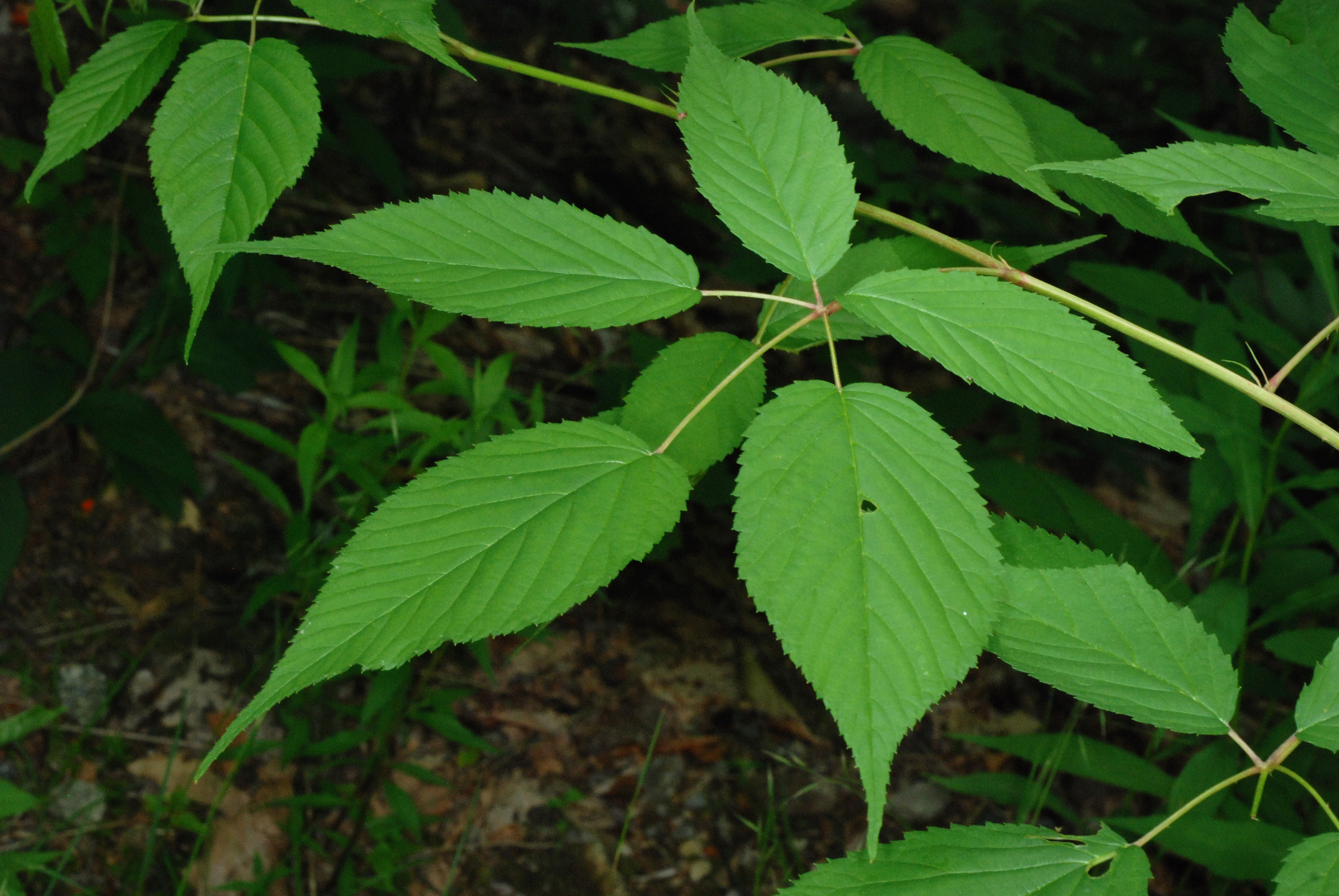
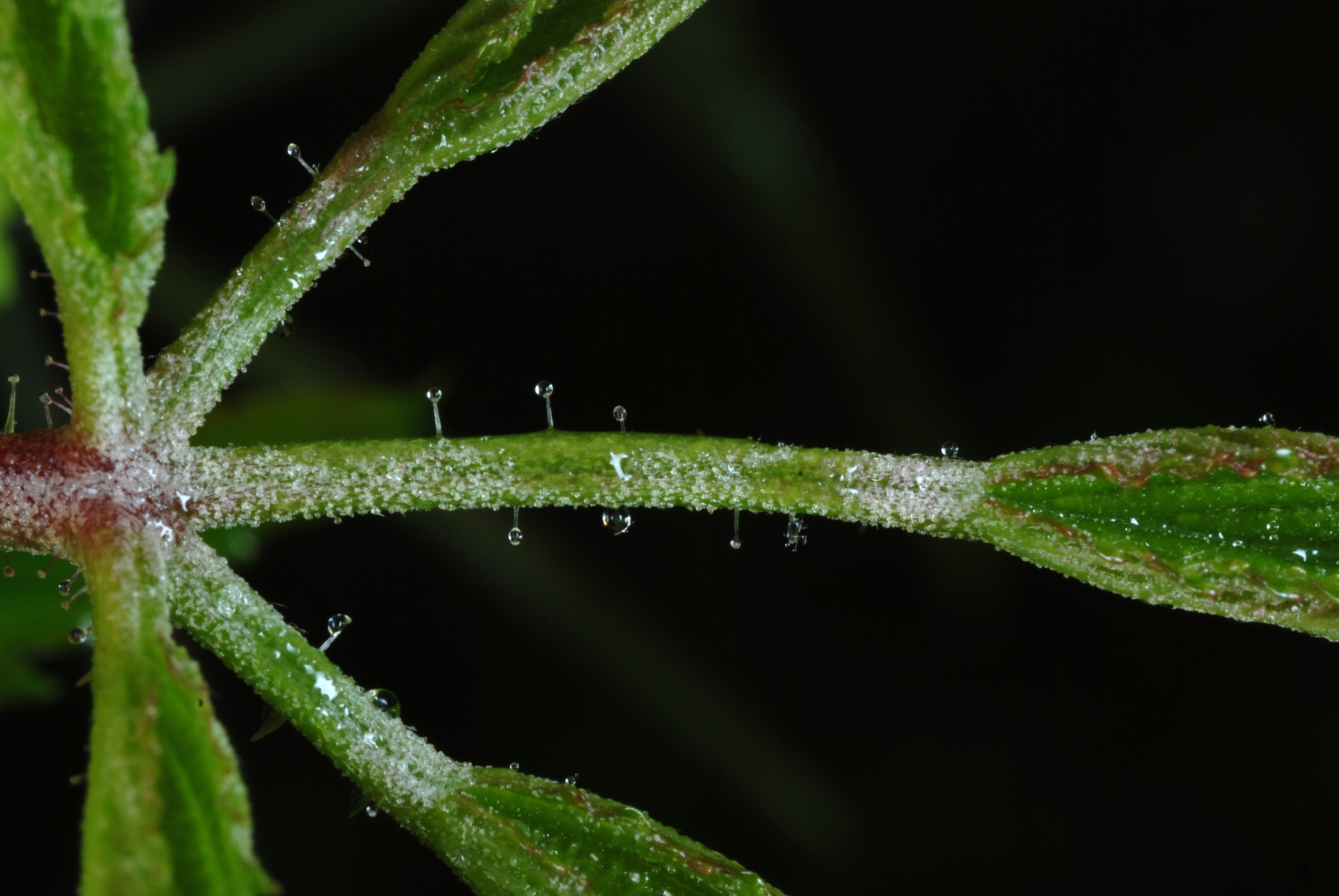